# Buca (Bougainville)
Buca (em inglês: Buka) é uma cidade localizada na costa sul da ilha de Buca, na Região Autônoma de Bougainville, localizada ao leste de Papua Nova Guiné. É administrada pelo governo local rural de Buca. Buca é a capital do distrito de Bougainville Norte e a capital interina da Região Autônoma de Bougainville desde a década de 1990. Na cidade, está situada a Catedral de Nossa Senhora da Assunção.
A cidade é atendida pelo Aeroporto de Buca.

## História
Descoberta pelos europeus em 1768, o Império Alemão reivindicou a ilha em 1899, anexando-a à Nova Guiné Alemã. Buca tornou-se a capital da província de Bougainville décadas depois, durante a Guerra Civil de Bougainville na década de 1990. A antiga, ou "verdadeira" capital de Bougainville, Araua, foi praticamente destruída em 1990, quando as tensões atingiram um nível crítico em uma revolta civil, que terminou com o Acordo de Paz de Bougainville em 1998. O governo de Bougainville pretende retornar a capital para Araua no futuro.